# Академічна книгарня у Глухові
Академічна книгарня у Глухові — книгарня, яка була спроєктована 1780 року і створена у 1781 році Туманським Федором Йосиповичем. Через неї налагоджувалась книжкова торгівля по всій Лівобережній Україні. За задумом в ній повинно було знаходитись «Академічне зібрання» (рос. «Академическое собрание»), а сама книгарня стала б зародком Української Академії Наук. Але проєкт не був до кінця втілений у життя.